# Bureå
För andra betydelser, se Bureå (olika betydelser).
Bureå är en tätort i Skellefteå kommun  belägen 20 kilometer söder om Skellefteå och 116 km norr om Umeå. Efter att tidigare ha varit en utpräglad industriort är Bureå idag en ort med omfattande pendling till Skellefteå. 

## Historia
Ett drygt hundratal fornlämningar är kända i området, både från brons- och järnåldern. Från bronsåldern har Riksantikvarieämbetet registrerat bland annat gravrösen, runda, oregelbundna, ovala och kvadratiska stensättningar, och röjningsrösen. En labyrint finns bevarad från järnåldern.  Namnet skrevs 1507 Bwre, vilket är en gammal böjningsform av Bura, det tidigare namnet på Bureälven. I jordeboken för 1543 registreras fyra bönder med familjer i byn, Olof Jonsson, Karl Mosesson, Daniel Andersson och Herse, och byn skattade för ett fisketräsk (Farssiöö), säljakt och för en kvarn. Knappt ett hundra år senare skulle Johannes Bureus skriva om byn i sin släktbok om den så kallade Bureätten.

### Lämningen vid Klosterholmen
På den så kallade Klosterholmen i Bureälven ska det eventuellt under 1400- och 1500-talen ha funnits en klosterbyggnad. Detta finns beskrivet av Johannes Bureus 1601. Lämningarna av vad han menade ha varit ett kloster finns kvar på holmen och är fornminnesmärkta, men det är oklart om de husgrunder med murad kullersten verkligen härrör från ett kloster.
Området mäter 130X90 m och består av fyra husgrunder, men det är möjligt att det finns flera. Den största husgrunden är 8x8 m. Lösfynd som upptäckts vid arkeologiska undersökningar innefattar medeltida bronsföremål, däribland en ölhane. Lämningen innehåller rester av ett tegelvalv och rester av en smedja, och det förekommer uppgifter om båtlämningar.

### Administrativa tillhörigheter
Bureå var och är kyrkby i Bureå socken där Bureå kyrka byggdes 1917–1920 i tegel efter ritningar av Fredrik Falkenberg och invigdes på midsommaraftonen 1920. Bureå ingick från 1914 i Bureå landskommun, där för orten 22 juni 1934 inrättades Bureå municipalsamhälle som sedan upplöstes 31 december 1959. Från 1967 till 1971 ingick Bureå i Skellefteå stad och ingår därefter i Skellefteå kommun

### Befolkningsutveckling
| Befolkningsutvecklingen i Bureå 1960–2020 | Befolkningsutvecklingen i Bureå 1960–2020 | Befolkningsutvecklingen i Bureå 1960–2020 | Befolkningsutvecklingen i Bureå 1960–2020 | Befolkningsutvecklingen i Bureå 1960–2020 |
| ----------------------------------------- | ----------------------------------------- | ----------------------------------------- | ----------------------------------------- | ----------------------------------------- |
|                                           |                                           |                                           |                                           |                                           |
| År                                        |                                           |                                           | Folkmängd                                 | Areal (ha)                                |
| 1960                                      | 1960                                      |                                           | 2 022                                     |                                           |
| 1965                                      | 1965                                      |                                           | 2 051                                     |                                           |
| 1970                                      | 1970                                      |                                           | 2 031                                     |                                           |
| 1975                                      | 1975                                      |                                           | 2 258                                     |                                           |
| 1980                                      | 1980                                      |                                           | 2 624                                     |                                           |
| 1990                                      | 1990                                      |                                           | 2 672                                     | 364                                       |
| 1995                                      | 1995                                      |                                           | 2 567                                     | 364                                       |
| 2000                                      | 2000                                      |                                           | 2 349                                     | 366                                       |
| 2005                                      | 2005                                      |                                           | 2 345                                     | 366                                       |
| 2010                                      | 2010                                      |                                           | 2 360                                     | 365                                       |
| 2015                                      | 2015                                      |                                           | 2 533                                     | 392                                       |
| 2020                                      | 2020                                      |                                           | 2 524                                     | 383                                       |
|                                           |                                           |                                           |                                           |                                           |

## Näringsliv

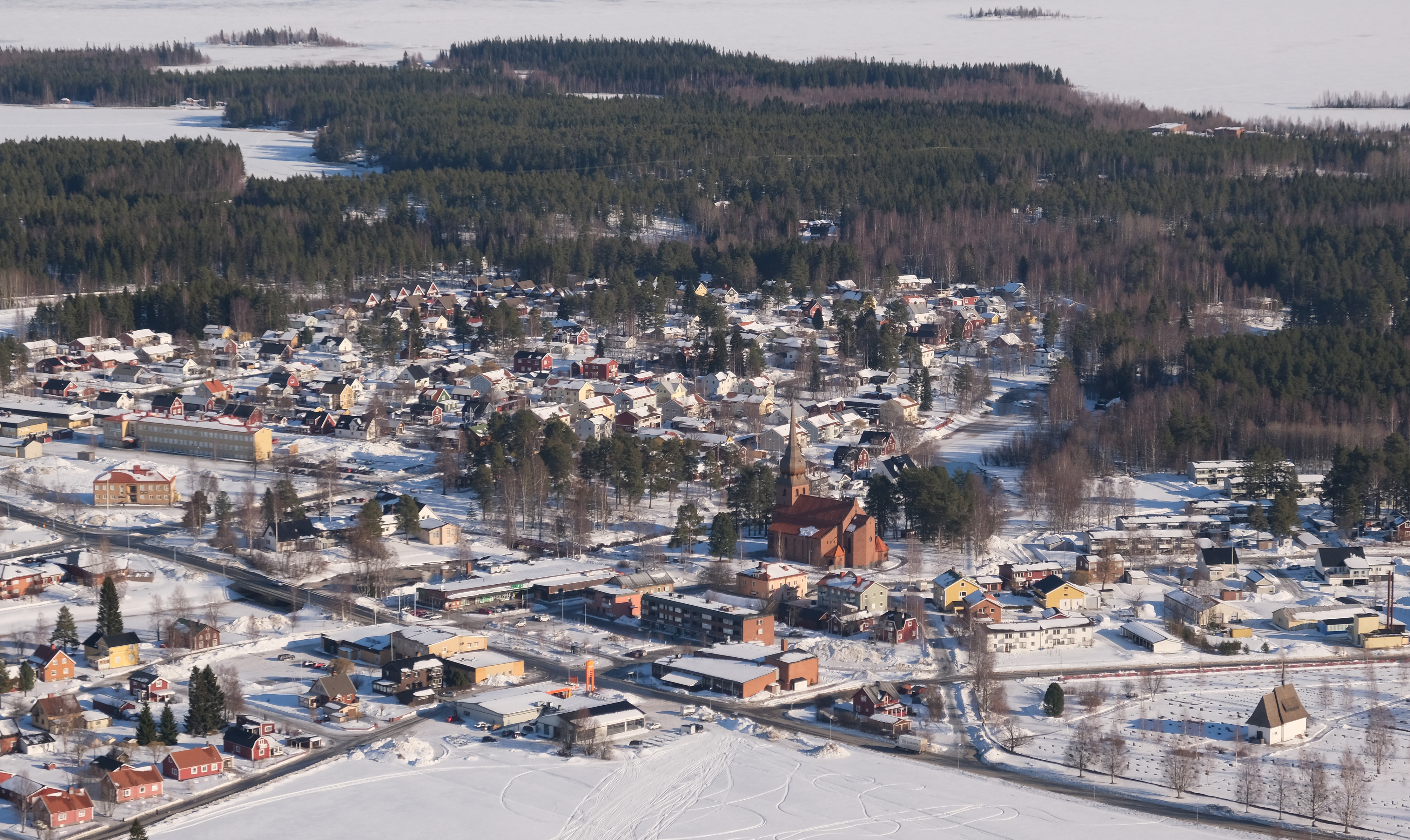
Bureå

Under nästan 200 år dominerades näringslivet av sågverksindustrin. Den första sågen var en vattendriven såg som anlades 1796 eller 1797 ett par kilometer uppströms i Strömsholm vid Bureälven. Sågverket flyttades senare till Skäret, där en lasthamn uppfördes och Bure AB grundades. Epoken upphörde 1972, då Mo och Domsjö AB (som 1965 köpt upp Bure AB) lade ner sågverket. Den 18 juni 1992 upphörde även verksamheten vid Bure träsliperi.

## Föreningar
- Bureå IF (idrottsförening)
- Bureå hästklubb
- Bureå hundklubb
- Bureå fotbollsgolf
- Bureå simsällskap
- Bureå EFS-förening.
- Föreningen Folkets hus u.p.a Bureå (konkursbelagd)[9]
- Bureå hembygdsförening
- Bureå Båtsällskap